# カー・オブ・ザ・イヤー
カー・オブ・ザ・イヤー（英語: Car of the Year）とは、1950年にアメリカ合衆国の自動車雑誌「モーター・トレンド（w:Motor Trend）」が、過去1年間で最も優秀な自動車に対して授与する賞の名称として使用を始めたものである。
モーター・トレンド誌による同賞は今日まで継続しているが、現在では同様の名称を冠した自動車賞が世界中に多数ある。

## 類例
世界
- ワールド・カー・アワード - 旧名称は世界カー・オブ・ザ・イヤー。2023年時点では世界23ヶ国、82人のジャーナリストにより選出される。

ヨーロッパ
- ヨーロッパ・カー・オブ・ザ・イヤー - 1963年以降、毎年行われているヨーロッパにおける各国統一のタイトルである。

アメリカ合衆国
- 北米カー・オブ・ザ・イヤー

日本
- 日本カー・オブ・ザ・イヤー
- RJCカー・オブ・ザ・イヤー
- 日本自動車殿堂カーオブザイヤー

上記以外にも、各自動車専門誌上においてのカー・オブ・ザ・イヤー、あるいはそれに準じたタイトルの選考・表彰が行われている。

かつてはあなたが選ぶカー・オブ・ザ・イヤーも存在していたが、2010年8月31日をもってサービス自体が終了したことにより、2009年（2010年次）の第4回をもって事実上打ち切りとなった。